# Avatar: Ogień i popiół
Ten artykuł dotyczy przyszłego wydarzenia. Informacje w nim zawarte mogą się zmienić wraz z pojawieniem się nowych faktów, a początkowe doniesienia mogą być niepewne. Ostatnie aktualizacje tego artykułu mogą nie odzwierciedlać najbardziej aktualnych informacji.
Avatar: Ogień i popiół (ang. Avatar: Fire and Ash) – zapowiedziany amerykański film fantastycznonaukowy, reżyserowany przez Jamesa Camerona; trzeci film z serii Avatar i kontynuacja Avatar: Istota wody (2022). Cameron jest także producentem tego filmu wraz z Jonem Landauem. Oprócz Camerona, fabułę filmu współtworzyli Rick Jaffa, Amanda Silver, Josh Friedman i Shane Salerno. Członkowie obsady: Sam Worthington, Zoe Saldaña, Stephen Lang, Sigourney Weaver, Joel David Moore, CCH Pounder, Giovanni Ribisi, Cliff Curtis, Edie Falco i Jemaine Clement powrócą do swoich ról z poprzednich filmów, a Michelle Yeoh i David Thewlis wcielą się w nowe postacie. Cameron stwierdził, że Avatar: The Seed Bearer jest rozważany jako możliwy tytuł filmu.
Cameron, który oświadczył w 2006 roku, że chciałby nakręcić sequele Avatara, gdyby ten odniósł sukces, ogłosił pierwsze dwa sequele w 2010 roku, po sukcesie pierwszego filmu, a Avatar 3 miał zostać wydany w 2015 roku. Jednak dodanie trzech kolejnych kontynuacji (do pierwszej) i konieczność opracowania nowej technologii w celu filmowania scen podwodnych, czego nigdy wcześniej nie zrobiono na taką skalę, doprowadziło do znacznych opóźnień. Avatar 3 był kręcony jednocześnie z Avatar: Istota wody w Nowej Zelandii od 25 września 2017; zdjęcia zakończono pod koniec grudnia 2020 roku, po ponad trzech latach zdjęć.
Premiera kinowa filmu jest planowana na 19 grudnia 2025.

## Obsada
- Sam Worthington jako Jake Sully - człowiek, który stanął po stronie obcych Na’vi i stał się jednym z nich
- Zoe Saldaña jako Neytiri, małżonka Jake’a
- CCH Pounder jako Mo’at, duchowa przywódczyni Omaticaya i matka Neytiri.
- Cliff Curtis jako Tonowari, przywódca klanu ludzi z rafy Metkayina.
- Sigourney Weaver jako Kiri, córka Jake’a i Neytiri.
- Kate Winslet jako Ronal, żona Tonowariego.
- Stephen Lang jako pułkownik Miles Quaritch - wróg Na’vi, przywrócony do życia przez RDA
- Britain Dalton jako Lo’ak, syn Jake'a i Neytiri (narrator filmu)
- Jack Champion jako Miles Socorro, nastoletni syn Quaritcha, adoptowany przez Jake'a i Neytiri
- Matt Gerald jako kapral Lyle Wainfleet, najemnik przywrócony do życia przez RDA.
- Oona Chaplin jako Varang, przywódczyni jednego z klanów Na'vi.
- Giovanni Ribisi jako Parker Selfridge
- Joel Moore jako dr Norm Spellman
- Dileep Rao jako dr Max Patel, naukowiec
- Edie Falco jako generał Frances Ardmore
- Brendan Cowell jako kapitan Mick Scoresby
- Jemaine Clement jako dr Ian Garvin
- Michelle Yeoh jako dr Karina Mogue
- David Thewlis jako Peylak

## Produkcja

### Rozwój projektu
W 2006 roku Cameron stwierdził, że jeśli Avatar odniesie sukces, ma nadzieję nakręcić dwie kontynuacje. W 2010 roku po sukcesie filmu potwierdził, że to zrobi. Sequele miały pierwotnie ukazać się w 2014 i 2015 roku. Cameron planował nakręcić sequele jeden po drugim i rozpocząć pracę „gdy powieść zostanie dopracowana”. Potwierdzono, że kontynuacje nadal podążają za postaciami Jake’a i Neytiri. Cameron zasugerował, że ludzie powrócą jako antagoniści tej historii. W 2011 roku Cameron oświadczył, że zamierza sfilmować sequele z większą liczbą klatek na sekundę niż standardowe w branży 24 klatki na sekundę, aby dodać podwyższonego poczucia rzeczywistości.
W 2013 roku Cameron ogłosił, że sequele będą kręcone w Nowej Zelandii. Produkcja kontynuacji miała rozpocząć się w kwietniu 2016 r. Operator Russell Carpenter, który pracował z Cameronem przy True Lies i Titanic, oraz dyrektor artystyczny Aashrita Kamath, dołączyli jako członkowie ekipy przy czterech sequelach. Kirk Krack, założyciel Performance Freediving International, pracował jako trener nurkowania swobodnego dla obsady i ekipy podwodnych scen. 31 lipca 2017 roku ogłoszono, że nowozelandzkie studio efektów wizualnych Weta Digital rozpoczęło prace nad sequelami Avatara.
Rick Jaffa i Amanda Silver zostali pierwotnie ogłoszeni jako współautorzy scenariusza Camerona; później ogłoszono, że Cameron, Jaffa, Silver, Josh Friedman i Shane Salerno brali udział w procesie pisania wszystkich sequeli, zanim zostali przydzieleni do ukończenia oddzielnych scenariuszy.

### Obsada
W styczniu 2010 roku potwierdzono, że Sam Worthington i Zoe Saldaña podpisali kontrakt, aby powrócić do swoich ról w sequelach. Cameron stwierdził również, że Sigourney Weaver pojawi się we wszystkich trzech sequelach (czwarty nie był wówczas planowany) i że jej postać Grace Augustine będzie żyła, ale później ujawniono, że zamiast tego zagra inną postać. W sierpniu 2017 roku w wywiadzie dla Empire Cameron ujawnił, że Stephen Lang nie tylko powróci we wszystkich czterech sequelach, ale będzie także głównym antagonistą we wszystkich czterech filmach.
W sierpniu 2017 roku Matt Gerald oficjalnie zgłosił się do roli kaprala Lyle’a Wainfleeta we wszystkich nadchodzących sequelach. 3 października 2017 roku Kate Winslet podpisała kontrakt do czterech sequeli w nie określonej roli. Cameron skomentował: „Kate i ja szukaliśmy czegoś do zrobienia razem przez 20 lat, od czasu naszej współpracy przy Titanicu, który był jednym z najbardziej satysfakcjonujących w mojej karierze” i dodał, że jej postać miała na imię Ronal. 25 stycznia 2018 roku potwierdzono, że Dileep Rao powróci jako dr Max Patel. Winslet skomentowała, że jej rola była „stosunkowo niewielka w porównaniu z długimi zdjęciami”, ponieważ miałaby tylko miesiąc zdjęć, ale także „kluczową postać w toczącej się historii”.
W czerwcu 2017 roku Oona Chaplin dołączyła do obsady jako Varang. W kwietniu 2018 roku David Thewlis ujawnił swoje zaangażowanie w serię, stwierdzając, że pojawi się w trzech sequelach (3 do 5), a później stwierdził w styczniu 2020 roku, że jego postać to Na’vi. W 2019 roku Michelle Yeoh dołączyła do obsady w roli dr Kariny Mogue. Na początku kwietnia 2019 roku Vin Diesel ogłosił, że dołączy do obsady kontynuacji Avatara w nieujawnionej roli.

### Zdjęcia
Zdjęcia do Avatar: The Way of Water i 3 rozpoczęły się jednocześnie 25 września 2017 r. w Manhattan Beach w Kalifornii. 14 listopada 2018 roku Cameron ogłosił, że filmowanie zostało zakończone. Większość zdjęć do dwóch następnych sequeli rozpocznie się po zakończeniu postprodukcji pierwszych dwóch sequeli. Według producenta Jona Landaua, zdjęcia do Avatara 3 jego poprzednika rozpoczęły się w Nowej Zelandii na początku 2019 roku. 17 marca 2020 roku Landau ogłosił, że kręcenie sequeli Avatara w Nowej Zelandii zostało przełożone na czas nieokreślony w odpowiedzi na pandemię COVID-19.
Na początku maja rząd Nowej Zelandii zatwierdził protokoły produkcji dotyczące zdrowia i bezpieczeństwa, co umożliwiło wznowienie filmowania w tym kraju. Jednak zespół produkcyjny kontynuacji Avatara nie wrócił jeszcze do Nowej Zelandii. 31 maja część załogi Avatara, w tym James Cameron, uzyskała pozwolenie na wjazd do Nowej Zelandii na podstawie specjalnej kategorii wizowej dla obcokrajowców uznanych za niezbędnych dla projektu o „znaczącej wartości ekonomicznej”. 1 czerwca 2020 roku Landau zamieścił na Instagramie zdjęcie siebie i Camerona, na którym widać, że wrócili do Nowej Zelandii, aby wznowić zdjęcia. Po przybyciu wszystkich 55 członków ekipy, którzy podróżowali do Nowej Zelandii, rozpoczęło 2-tygodniową izolację nadzorowaną przez rząd w hotelu w Wellington. Avatar: The Way of Water i 3 to pierwsze duże hollywoodzkie produkcje, których produkcja została wznowiona po przełożeniu zdjęć z powodu pandemii. We wrześniu 2020 roku Cameron ogłosił, że 95% prac nad Avatarem 3 zostało ukończonych. Filmowanie zakończono w grudniu 2020 r.
Na początku lipca 2022 r. nowozelandzka Komisja Filmowa przyznała, że kontynuacje Avatara otrzymały ponad 140 milionów dolarów nowozelandzkich z funduszy podatników w ramach krajowego grantu na produkcję ekranową. Dla porównania, trylogia Hobbita otrzymała 161 milionów dolarów nowozelandzkich dotacji filmowych. Podczas gdy wiceprzewodnicząca partii ACT Brooke van Velden skrytykowała rządowy program dotacji filmowych za rzekome przekierowanie funduszy publicznych z innych obszarów, minister rozwoju gospodarczego i rozwoju regionalnego Stuart Nash argumentował, że dotacje filmowe Nowej Zelandii dla głównych hollywoodzkich produktów przyniosły znaczne inwestycje zagraniczne i miejsca pracy w Nowej Zelandii.

## Muzyka
W sierpniu 2021 roku Landau ogłosił, że Simon Franglen skomponuje muzykę do kontynuacji Avatara.

## Dystrybucja
Avatar 3 ma zostać wydany 19 grudnia 2025 roku przez 20th Century Studios. Podobnie jak jego poprzednik, film miał wiele opóźnień; datę premiery przekładano osiem razy. Pierwotnie zaplanowano go na grudzień 2015. W sierpniu 2020 roku ogłoszono nową premierę 20 grudnia 2024. W 2023 roku film przesunięto na 19 grudnia 2025.
W grudniu 2022 roku, krótko po wydaniu Avatar: The Way of Water, ujawniono, że James Cameron ukończył swoją pierwszą wersję Avatara 3, która trwała dziewięć godzin.

## Sequele
Avatar 3 to druga z czterech planowanych kontynuacji Avatara. Premiery filmów Avatar 4 i Avatar 5 planowane są jednak dopiero na grudzień 2029 i 2031 roku. David Thewlis stwierdził w lutym 2018, że „robią 2 i 3, zobaczą, czy ludzie pójdą ich zobaczyć, a potem zrobią 4 i 5”. We wrześniu 2022 roku na D23 Expo Cameron ogłosił, że produkcja Avatara 4 oficjalnie się rozpoczęła. W 2022 rozpoczęto też prace nad częścią 5, a Cameron wspomniał o możliwości nakręcenia części 6 i 7.